# Jesus Christ Pose
Jesus Christ Pose – singel amerykańskiej grupy Soundgarden, pochodzący z albumu Badmotorfinger.

## Lista utworów
1. „Jesus Christ Pose” – 5:52
2. „Stray Cat Blues” (The Rolling Stones) – 4:41
3. „Into the Void (Sealth)” (Black Sabbath) – 6:39
4. „Somewhere” – 4:21